# Saint-Sulpice-de-Favières
Pour les articles homonymes, voir Saint-Sulpice.
Saint-Sulpice-de-Favières (prononcé [sɛ̃ sylpis d̪ǝ faviɛʁ] ) est une commune française située dans le département de l'Essonne en région Île-de-France.
Ses habitants sont appelés les Saint-Sulpiciens.

## Géographie

### Situation
| Type d’occupation           | Pourcentage | Superficie (en hectares) |
| --------------------------- | ----------- | ------------------------ |
| Espace urbain construit     | 3,9 %       | 17,14                    |
| Espace urbain non construit | 5,6 %       | 25,10                    |
| Espace rural                | 90,5 %      | 402,14                   |
| Source : Iaurif             |             |                          |

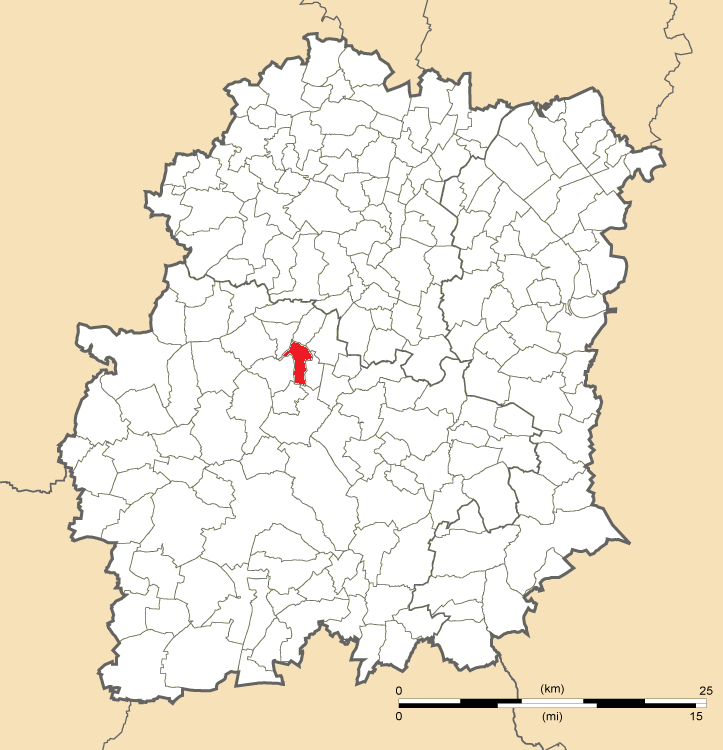
Position de Saint-Sulpice-de-Favières en Essonne.

La commune de Saint-Sulpice-de-Favières se trouve dans la vallée de la Renarde, dans l'ancienne province du Hurepoix.
Saint-Sulpice-de-Favières est située à 38 km au sud-ouest de Paris-Notre-Dame, point zéro des routes de France, 32 km au sud-ouest d'Évry, 12 km au nord-est d'Étampes, 8 km au sud-ouest d'Arpajon, 12 km à l'est de Dourdan, 13 km au sud-ouest de Montlhéry, 14 km au nord-ouest de La Ferté-Alais, 20 km au sud-ouest de Palaiseau, 23 km au sud-ouest de Corbeil-Essonnes, et 26 km au nord-ouest de Milly-la-Forêt.

### Hydrographie
La Renarde, affluent de l'Orge, traverse la commune.

### Communes limitrophes
| Breux-Jouy      | Saint-Yon                 | Boissy-sous-Saint-Yon |
|                 | Saint-Sulpice-de-Favières |                       |
| Souzy-la-Briche | Chauffour-lès-Étréchy     | Mauchamps Étréchy     |

### Climat
Pour des articles plus généraux, voir Climat de l'Île-de-France et Climat de l'Essonne.
En 2010, le climat de la commune est de type climat océanique dégradé des plaines du Centre et du Nord, selon une étude du CNRS s'appuyant sur une série de données couvrant la période 1971-2000. En 2020, Météo-France publie une typologie des climats de la France métropolitaine dans laquelle la commune est exposée à un climat océanique altéré et est dans la région climatique Sud-ouest du bassin Parisien, caractérisée par une faible pluviométrie, notamment au printemps (120 à 150 mm) et un hiver froid (3,5 °C). 
Pour la période 1971-2000, la température annuelle moyenne est de 10,9 °C, avec une amplitude thermique annuelle de 15,4 °C. Le cumul annuel moyen de précipitations est de 688 mm, avec 10,8 jours de précipitations en janvier et 7,9 jours en juillet. Pour la période 1991-2020, la température moyenne annuelle observée sur la station météorologique la plus proche, située sur la commune de Fontenay-lès-Briis à 9 km à vol d'oiseau, est de 11,6 °C et le cumul annuel moyen de précipitations est de 696,0 mm,. Pour l'avenir, les paramètres climatiques de la commune estimés pour 2050 selon différents scénarios d'émission de gaz à effet de serre sont consultables sur un site dédié publié par Météo-France en novembre 2022.

### Voies de communication et transports
Le sentier de grande randonnée GR 1 fait une incursion sur le territoire de la commune.

### Lieux-dits, écarts et quartiers
- Segrez, le Moulin de la Briche.

## Urbanisme

### Typologie
Au 1er janvier 2024, Saint-Sulpice-de-Favières est catégorisée commune rurale à habitat dispersé, selon la nouvelle grille communale de densité à sept niveaux définie par l'Insee en 2022.
Elle est située hors unité urbaine. Par ailleurs la commune fait partie de l'aire d'attraction de Paris, dont elle est une commune de la couronne,. Cette aire regroupe 1 929 communes,.

## Toponymie
Le nom de la localité est attesté sous les formes Faveriæ au XIIe siècle, Sanctus Sulpicius de Faveriis en 1272, Saint Soupplice en 1370, Sanctus Sulpicius Faverium en 1483.
Le nom du village, Favières, est issu de l'ancien français faveriis, du bas latin fabareolae, dérivé du latin faba ("fève"), donc « champ où l'on cultive des fèves ». Les favières sont des champs de fèves, essentielles dans la nourriture du paysan.
Il s'appelait encore ainsi au XIIe siècle ; au XIIIe siècle, le succès du pèlerinage de saint Sulpice donna au village son nom actuel.
Durant la période révolutionnaire, le village fut brièvement rebaptisé Favières-Défanatisé et la commune fut créée en 1793 sous le simple nom de Favières, le nom actuel fut introduit en 1801 dans le Bulletin des lois.

## Histoire

### Préhistoire
Un gisement de plein air solutréen se trouve sur le flanc sud-ouest de la « Montagne de Segrez » ou « butte de Baville », en rive droite de la rivière La Renarde (affluent de l'Orge),.

### Protohistoire
La vallée de la Renarde se trouvait à l'époque gauloise à la limite des territoires Carnutes et Parisiens. Elle reste romaine jusqu'en 486, date à laquelle Clovis roi des Francs prend le contrôle de la Gaule du Nord ; elle fait ensuite partie du royaume franc de Neustrie.

### Moyen-Âge
Selon Pierre Leroy, la tradition veut que saint Sulpice ait été honoré à Favières dès le VIIe siècle. Le saint, dans un voyage à Paris, aurait ressuscité un enfant noyé dans la Juine, à Chamarande. La confiance en saint Sulpice devint si générale qu'aussitôt après sa mort une église fut élevée en son honneur. Deux églises sont successivement construites aux XIIe et XIIIe siècles, remplaçant l'ancien édifice, pour accueillir un pèlerinage de plus en plus populaire. Un hôtel-Dieu est également construit en face de l'église. Il n'en reste aujourd'hui que le portail.

### Temps modernes
Le pèlerinage se maintient jusqu'au XXe siècle bien que l'église soit en mauvais état. C'est un des premiers monuments classés en 1850.
La commune était traversée par le Tacot, ligne de chemin de fer secondaire de la Compagnie des chemins de fer de grande banlieue reliant Arpajon à Étampes et qui a fonctionné de 1911 à 1948.

## Politique et administration

### Politique locale
La commune de Saint-Sulpice-de-Favières est rattachée au canton de Dourdan, représenté par les conseillers départementaux Dany Boyer (DVD) et Dominique Écharoux (UMP), à l'arrondissement d’Étampes et à la troisième circonscription de l'Essonne, représentée par le député Michel Pouzol (PS).
L'Insee attribue à la commune le code 91 1 24 578. La commune de Saint-Sulpice-de-Favières est enregistrée au répertoire des entreprises sous le code SIREN 219 105 780. Son activité est enregistrée sous le code APE 8411Z.

### Liste des maires
| Période                                  | Période  | Identité         | Étiquette | Qualité              |
| ---------------------------------------- | -------- | ---------------- | --------- | -------------------- |
| Les données manquantes sont à compléter. |          |                  |           |                      |
| 2001                                     | En cours | Pierre Le Floc'h | DVD       | Directeur de société |

### Tendances et résultats politiques
Élections présidentielles, résultats des deuxièmes tours :
- Élection présidentielle de 2002 : 85,06 % pour Jacques Chirac (RPR), 14,94 % pour Jean-Marie Le Pen (FN), 86,71 % de participation[36].
- Élection présidentielle de 2007 : 63,97 % pour Nicolas Sarkozy (UMP), 36,03 % pour Ségolène Royal (PS), 86,71 % de participation[37].
- Élection présidentielle de 2012 : 62,40 % pour Nicolas Sarkozy (UMP), 37,60 % pour François Hollande (PS), 89,23 % de participation[38].

Élections législatives, résultats des deuxièmes tours :
- Élections législatives de 2002 : 66,15 % pour Geneviève Colot (UMP), 33,85 % pour Yves Tavernier (PS), 69,58 % de participation[39].
- Élections législatives de 2007 : 64,97 % pour Geneviève Colot (UMP), 35,03 % pour Brigitte Zins (PS), 60,67 % de participation[40].
- Élections législatives de 2012 : 65,15 % pour Geneviève Colot (UMP), 34,85 % pour Michel Pouzol (PS), 67,80 % de participation[41].

Élections européennes, résultats des deux meilleurs scores :
- Élections européennes de 2004 : 29,30 % pour Patrick Gaubert (UMP), 16,56 % pour Marielle de Sarnez (UDF), 55,02 % de participation[42].
- Élections européennes de 2009 : 37,91 % pour Michel Barnier (UMP), 21,57 % pour Daniel Cohn-Bendit (Europe Écologie), 54,17 % de participation[43].

Élections régionales, résultats des deux meilleurs scores :
- Élections régionales de 2004 : 56,45 % pour Jean-François Copé (UMP), 36,02 % pour Jean-Paul Huchon (PS), 66,44 % de participation[44].
- Élections régionales de 2010 : 60,98 % pour Valérie Pécresse (UMP), 39,02 % pour Jean-Paul Huchon (PS), 58,31 % de participation[45].

Élections cantonales, résultats des deuxièmes tours :
- Élections cantonales de 2001 : données manquantes.
- Élections cantonales de 2008 : 74,19 % pour Jean-Pierre Delaunay (UMP), 25,81 % pour Jean-François Degoud (DVG), 53,67 % de participation[46].

Élections municipales, résultats des deuxièmes tours :
- Élections municipales de 2001 : données manquantes.
- Élections municipales de 2008 : 200 voix pour Isabelle Terrasson (?), 200 voix pour René Le Jeune (?), 76,33 % de participation[47].

Référendums :
- Référendum de 2000 relatif au quinquennat présidentiel : 68,63 % pour le Oui, 31,37 % pour le Non, 44,98 % de participation[48].
- Référendum de 2005 relatif au traité établissant une Constitution pour l'Europe : 60,91 % pour le Oui, 39,09 % pour le Non, 77,24 % de participation[49].

## Population et société

### Démographie

#### Évolution démographique
L'évolution du nombre d'habitants est connue à travers les recensements de la population effectués dans la commune depuis 1793. Pour les communes de moins de 10 000 habitants, une enquête de recensement portant sur toute la population est réalisée tous les cinq ans, les populations de référence des années intermédiaires étant quant à elles estimées par interpolation ou extrapolation. Pour la commune, le premier recensement exhaustif entrant dans le cadre du nouveau dispositif a été réalisé en 2007.

En 2022, la commune comptait 271 habitants, en évolution de −11,15 % par rapport à 2016 (Essonne : +2,89 %, France hors Mayotte : +2,11 %).
| 1793 | 1800 | 1806 | 1821 | 1831 | 1836 | 1841 | 1846 | 1851 |
| ---- | ---- | ---- | ---- | ---- | ---- | ---- | ---- | ---- |
| 239  | 263  | 282  | 270  | 273  | 260  | 324  | 264  | 254  |

| 1856 | 1861 | 1866 | 1872 | 1876 | 1881 | 1886 | 1891 | 1896 |
| ---- | ---- | ---- | ---- | ---- | ---- | ---- | ---- | ---- |
| 241  | 259  | 245  | 255  | 257  | 242  | 231  | 234  | 220  |

| 1901 | 1906 | 1911 | 1921 | 1926 | 1931 | 1936 | 1946 | 1954 |
| ---- | ---- | ---- | ---- | ---- | ---- | ---- | ---- | ---- |
| 273  | 272  | 290  | 265  | 294  | 260  | 287  | 261  | 234  |

| 1962 | 1968 | 1975 | 1982 | 1990 | 1999 | 2006 | 2007 | 2012 |
| ---- | ---- | ---- | ---- | ---- | ---- | ---- | ---- | ---- |
| 236  | 232  | 261  | 293  | 279  | 315  | 322  | 323  | 324  |

| 2017 | 2022 | - | - | - | - | - | - | - |
| ---- | ---- | - | - | - | - | - | - | - |
| 294  | 271  | - | - | - | - | - | - | - |

#### Pyramide des âges
En 2018, le taux de personnes d'un âge inférieur à 30 ans s'élève à 27,4 %, soit en dessous de la moyenne départementale (39,9 %). À l'inverse, le taux de personnes d'âge supérieur à 60 ans est de 30,9 % la même année, alors qu'il est de 20,1 % au niveau départemental.
En 2018, la commune comptait 142 hommes pour 144 femmes, soit un taux de 50,35 % de femmes, légèrement inférieur au taux départemental (51,02 %).
Les pyramides des âges de la commune et du département s'établissent comme suit.
| Hommes | Classe d’âge | Femmes |
| ------ | ------------ | ------ |
| 0,7    | 90 ou +      | 2,2    |
| 5,9    | 75-89 ans    | 7,2    |
| 23,3   | 60-74 ans    | 22,6   |
| 30,4   | 45-59 ans    | 23,7   |
| 12,0   | 30-44 ans    | 17,2   |
| 14,1   | 15-29 ans    | 12,4   |
| 13,6   | 0-14 ans     | 14,7   |

| Hommes | Classe d’âge | Femmes |
| ------ | ------------ | ------ |
| 0,5    | 90 ou +      | 1,4    |
| 5,4    | 75-89 ans    | 7,2    |
| 12,9   | 60-74 ans    | 13,9   |
| 20     | 45-59 ans    | 19,4   |
| 19,9   | 30-44 ans    | 20,1   |
| 20     | 15-29 ans    | 18,2   |
| 21,3   | 0-14 ans     | 19,8   |

### Enseignement
Les élèves de Saint-Sulpice-de-Favières sont rattachés à l'académie de Versailles. La commune dispose sur son territoire de l'école maternelle des Tilleuls.

### Lieux de culte

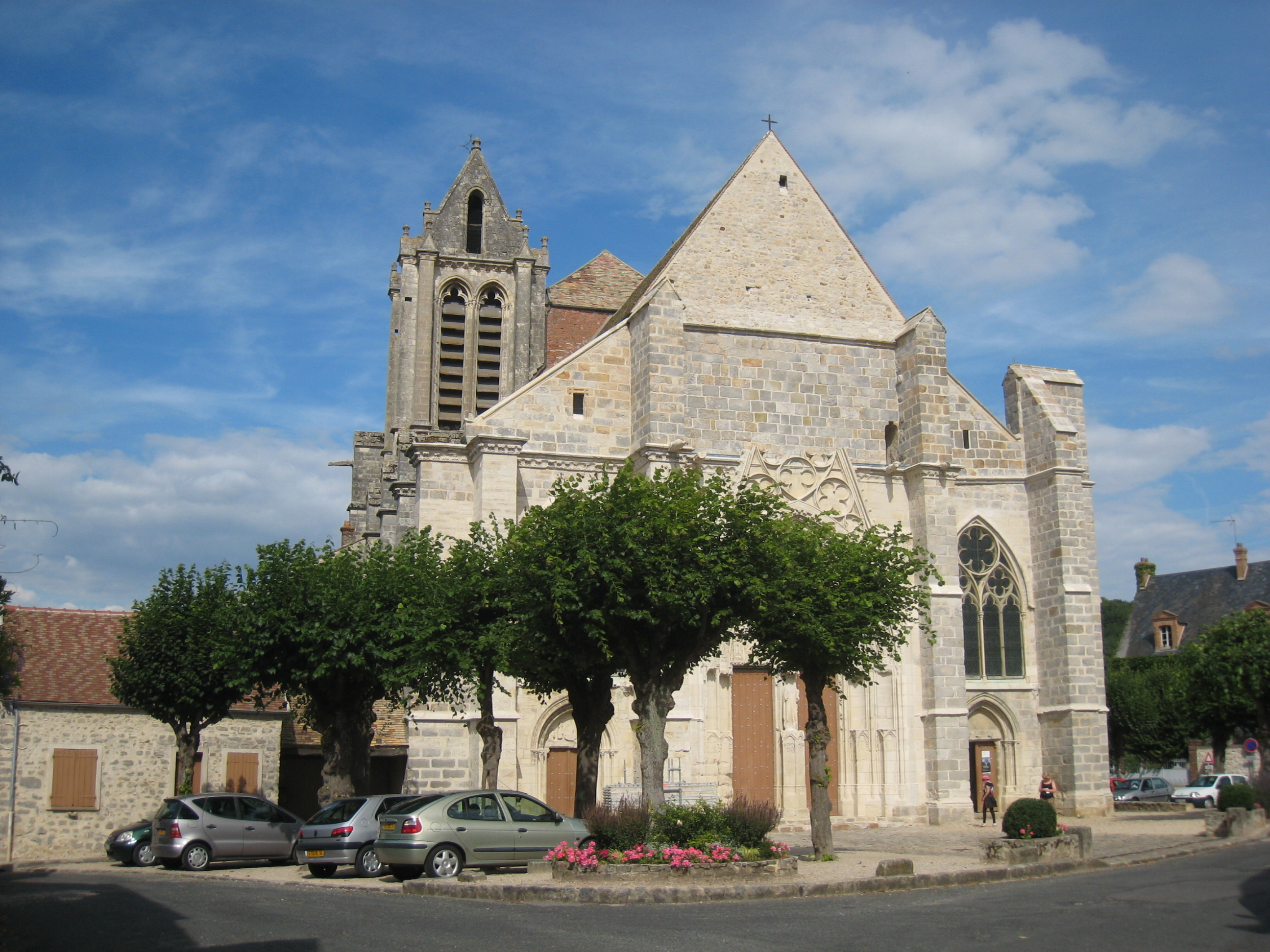
L'église Saint-Sulpice.

La paroisse catholique de Saint-Sulpice-de-Favières est rattachée au secteur pastoral des Trois-Vallées-Arpajon et au diocèse d'Évry-Corbeil-Essonnes. Elle dispose de l'église Saint-Sulpice.
La congrégation des Dominicaines de Béthanie avait sa maison généralice sur le territoire de la commune. Les Dominicaines de Béthanie ont confié la maison à la Communauté du Chemin Neuf en 2015. La maison accueille des retraites et des sessions. La chapelle moderne (1971) est d'une architecture intéressante très favorable au recueillement.

### Médias
L'hebdomadaire Le Républicain relate les informations locales. La commune est en outre dans le bassin d'émission des chaînes de télévision France 3 Paris Île-de-France Centre, IDF1 et Téléssonne intégré à Télif.

## Économie

### Emplois, revenus et niveau de vie
En 2006, le revenu fiscal médian par ménage était de 24 445 €, ce qui plaçait la commune au 523e rang parmi les 30 687 communes de plus de cinquante ménages que compte le pays et au 50e rang départemental.
| Répartition des emplois par catégories socioprofessionnelles en 2006. |              |                                           |                                                   |                            |                          |                           |
|                                                                       | Agriculteurs | Artisans, commerçants, chefs d’entreprise | Cadres et professions intellectuelles supérieures | Professions intermédiaires | Employés                 | Ouvriers                  |
| Saint-Sulpice-de-Favières                                             | -            | -                                         | -                                                 | -                          | -                        | -                         |
| Zone d'emploi de Dourdan                                              | 0,7 %        | 6,0 %                                     | 18,9 %                                            | 28,5 %                     | 26,3 %                   | 19,6 %                    |
| Moyenne nationale                                                     | 2,2 %        | 6,0 %                                     | 15,4 %                                            | 24,6 %                     | 28,7 %                   | 23,2 %                    |
| Répartition des emplois par secteurs d’activités en 2006.             |              |                                           |                                                   |                            |                          |                           |
|                                                                       | Agriculture  | Industrie                                 | Construction                                      | Commerce                   | Services aux entreprises | Services aux particuliers |
| Saint-Sulpice-de-Favières                                             | -            | -                                         | -                                                 | -                          | -                        | -                         |
| Zone d'emploi de Dourdan                                              | 1,7 %        | 10,4 %                                    | 7,5 %                                             | 11,8 %                     | 21,6 %                   | 6,9 %                     |
| Moyenne nationale                                                     | 3,5 %        | 15,2 %                                    | 6,4 %                                             | 13,3 %                     | 13,3 %                   | 7,6 %                     |
| Sources : Insee,                                                      |              |                                           |                                                   |                            |                          |                           |

## Culture locale et patrimoine

### Patrimoine environnemental
Les berges de la Renarde, les champs qui les bordent et les bois au nord-est du territoire ont été recensés au titre des espaces naturels sensibles par le conseil général de l'Essonne. En 1884, l'arboretum du château de Segrez comptait  6 500 espèces d'arbres, ce qui en faisait un des plus grands arboretums du monde.
Celles-ci furent patiemment rassemblées à partir de 1857 par le botaniste Pierre-Alphonse-Martin Lavallée, le fils d'Alphonse Lavallée.

### Patrimoine architectural
- L'église Saint-Sulpice, construite pour l'essentiel de 1245 à 1315, est l'un des plus beaux exemples du gothique en Île-de-France ; elle a remplacé une église de 1180 dont il reste la chapelle des Miracles. Elle a été classée aux monuments historiques en 1840[62]. L'église est dédiée à Sulpice le Pieux (vers 576 - 647) qui fut chapelain du roi Clotaire II puis archevêque de Bourges en 624. Il était le protecteur des pauvres et des persécutés et est mort le 17 janvier 647.

Cette église surprend par ses dimensions de cathédrale dans un village aussi peu peuplé. Un pèlerinage fit sa fortune : saint Sulpice y aurait ressuscité un enfant. La construction de cette église a été financée par les pèlerins. L'abside polygonale à quatre étages mesure  23,50 mètres de hauteur sous voûte. Sur le côté nord, s'élève un clocher carré épaulé de contreforts. Son toit en bâtière dépasse à peine la hauteur du chœur. La façade possède un beau portail dont le tympan retrace le Jugement dernier. Au trumeau, une statue de saint Sulpice, mutilée sous la Révolution.
La nef a six travées. Les bas-côtés supportent une galerie qui se continue autour du chœur, avec un triforium à claire-voie au-dessus. Un berceau en bois recouvre les quatre premières travées de la nef qui s'était écroulée ; cette couverture est due à la générosité du marquis Guillaume de Lamoignon. Le reste de la nef et l'abside ont des voûtes d'ogives.
Dans le collatéral droit, les vitraux du XIIIe siècle retracent la vie de la Vierge et l'enfance du Christ en trente médaillons. Les vingt et une stalles sont du début du XVIe siècle ; leurs accoudoirs sont sculptés de petits personnages pittoresques.
On descend dans la "chapelle des Miracles" en franchissant la porte qui donne sur le bas-côté gauche. On peut y admirer un buste reliquaire de saint Sulpice, une statue de sainte Barbe en bois polychrome du XVe, et un puits témoin de l'ancien culte.

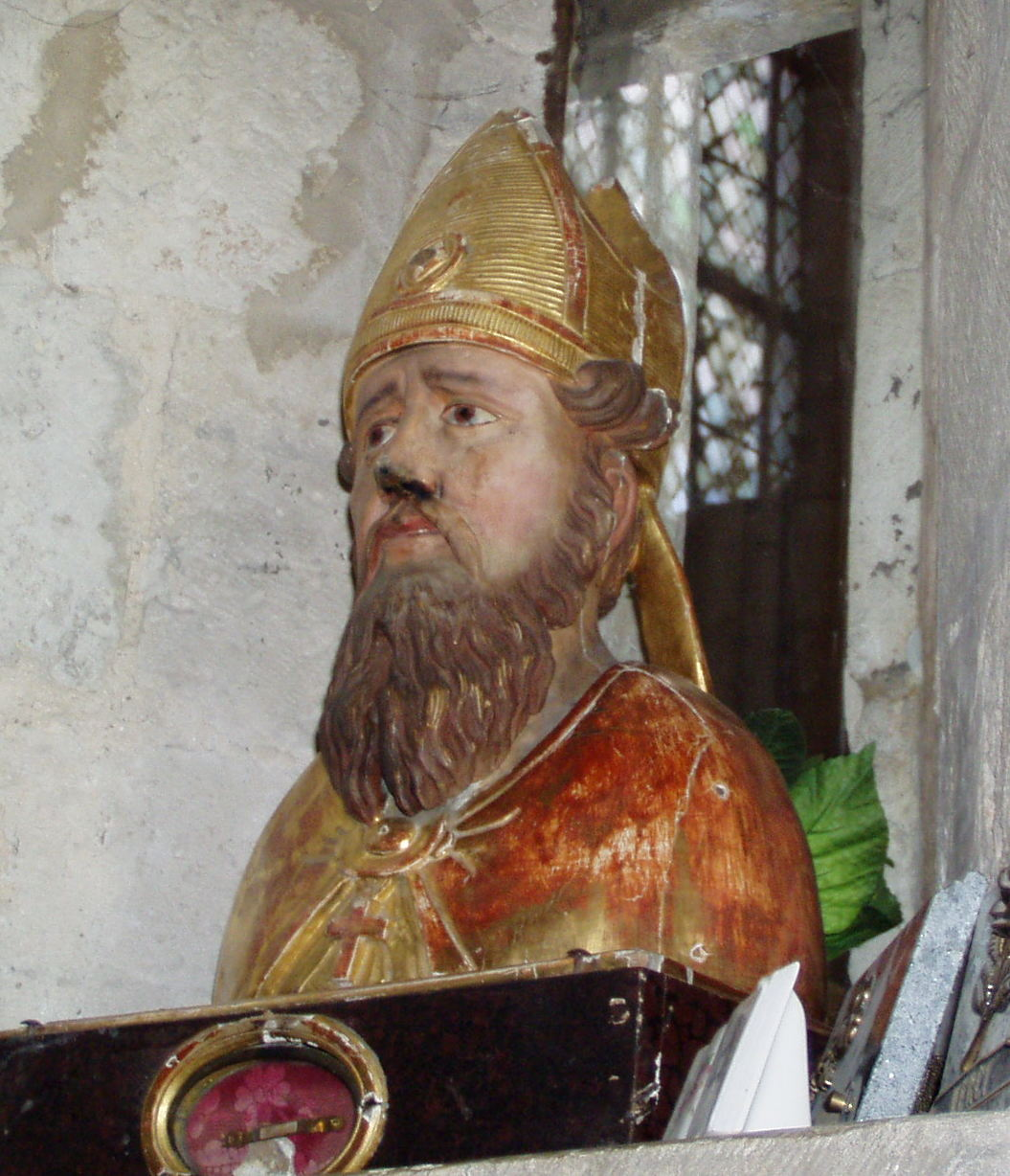
Le buste de saint Sulpice.
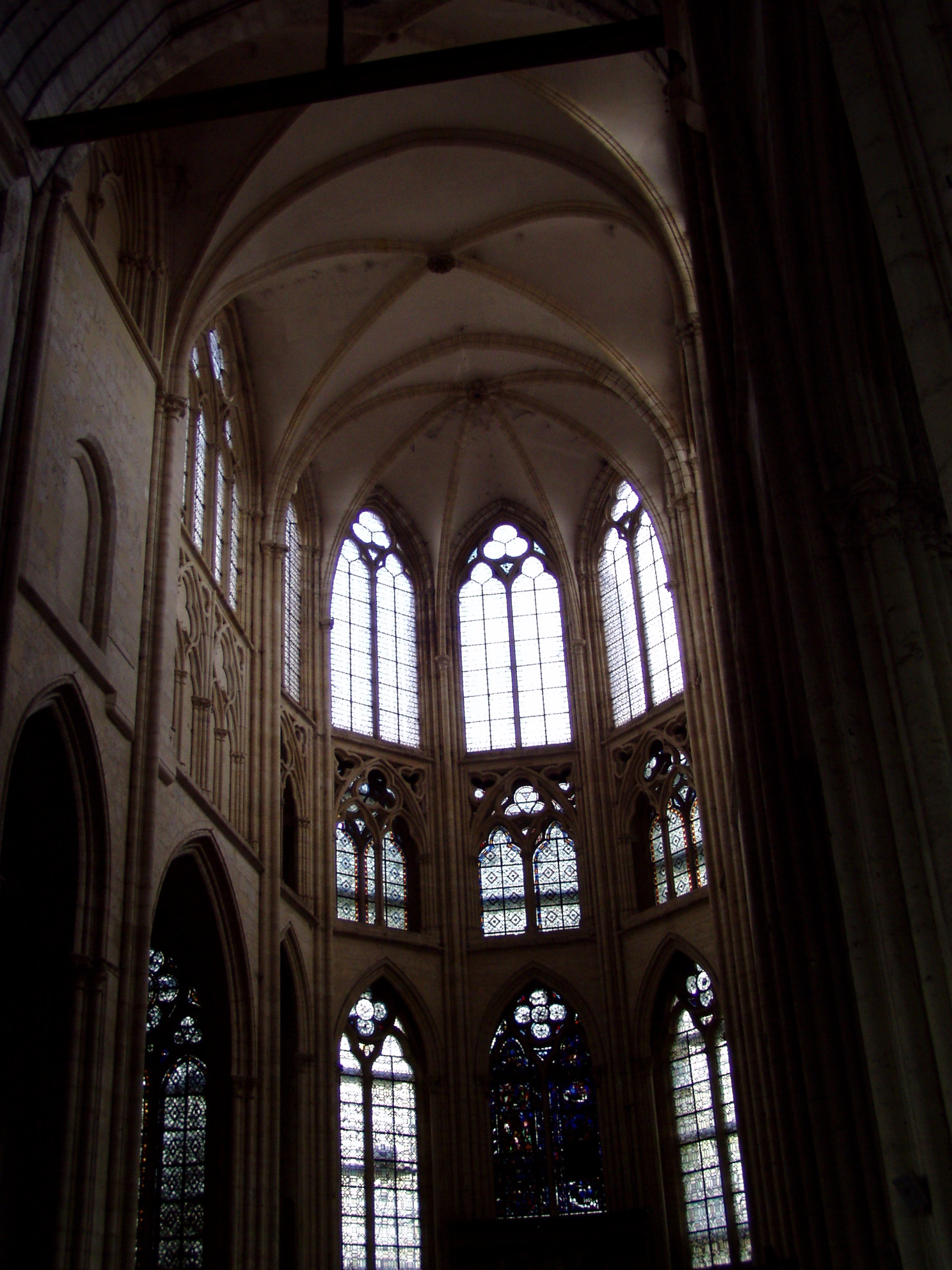
Les voûtes d'ogives de l'abside.
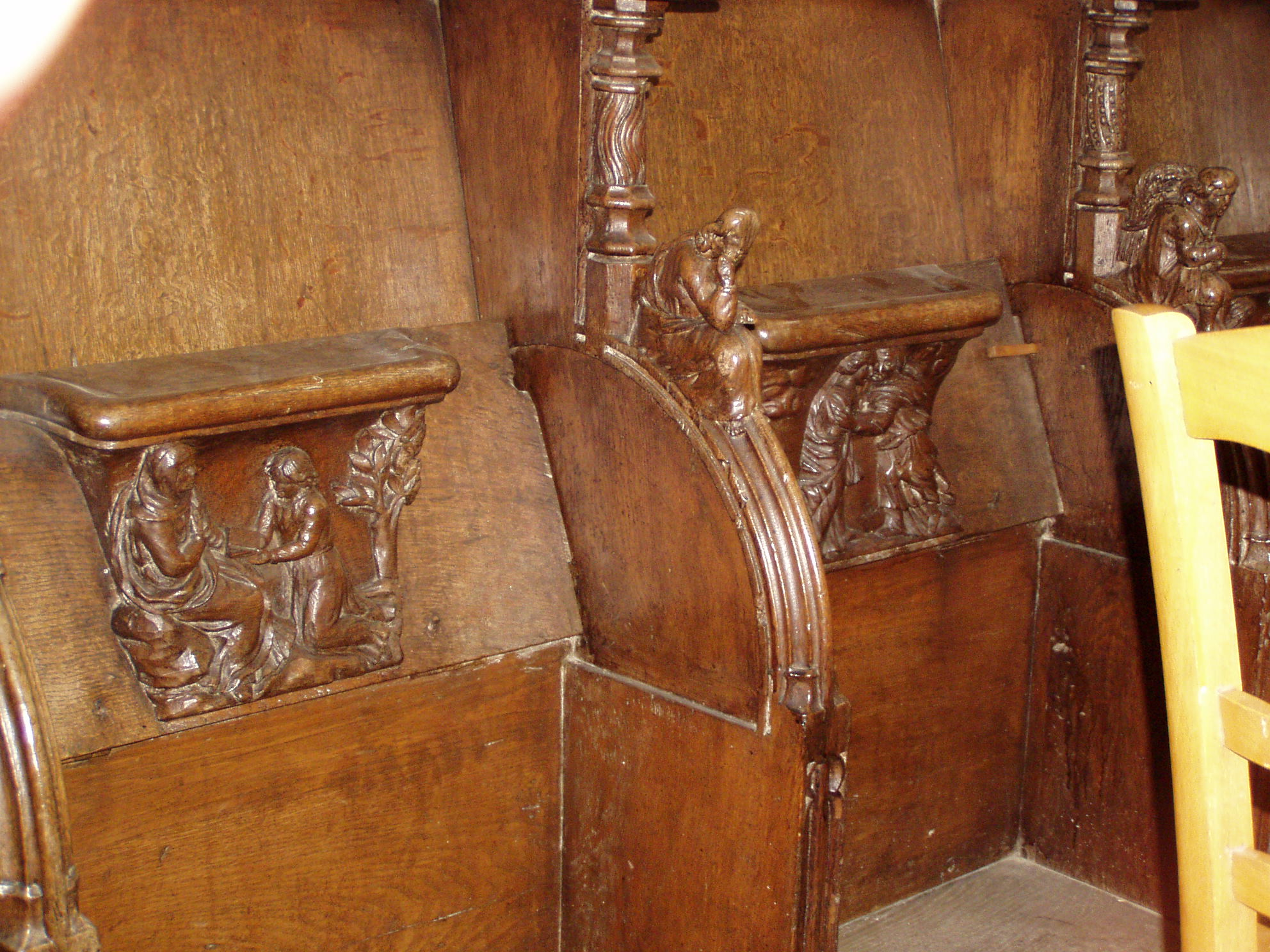
Les stalles.
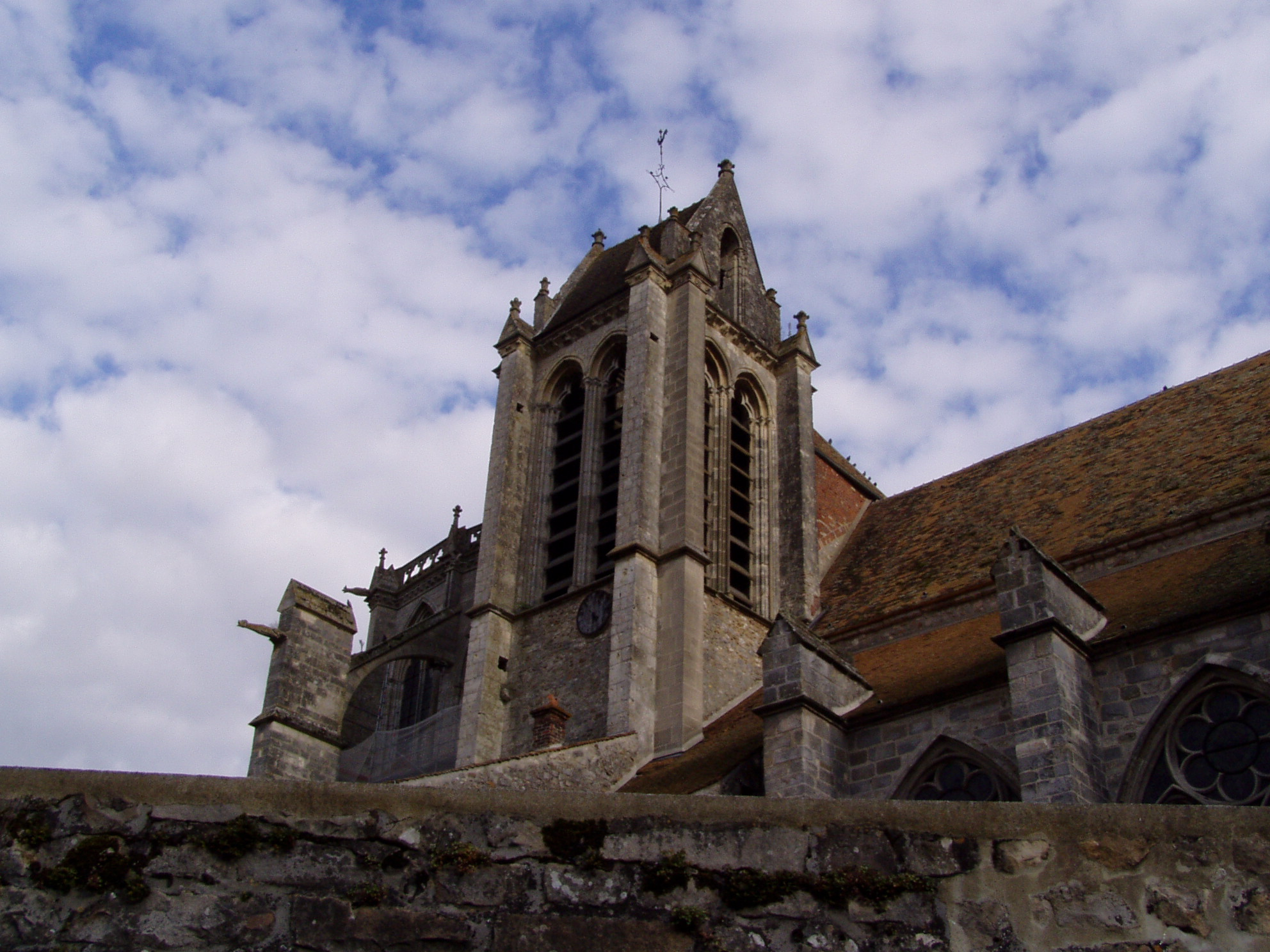
Le clocher.

- Le château de Segrez rebâti au XVIIIe siècle par André Haudry qui le loua au printemps 1748 au marquis d'Argenson qui y mourut en 1757. En 1772, Jean-Baptiste-François de Montullé loua à son tour le bien de son épouse, Élisabeth Haudry, au comte de Blot. Madame de Blot émigra en 1792. Jean-Baptiste-Hyacinthe de Montullé reprit possession du château en 1802 qu'il revendit en 1808 au marquis de La Garde. Il fut racheté au cours du XIXe siècle par Alphonse Lavallée, fondateur de l'École centrale Paris. Marcel Proust y séjourna. Pierre Alphonse Martin Lavallée y implanta d'un des plus importants arboretums d'Europe. Le château a été inscrit aux monuments historiques le 13 janvier 2009[64].
- L'ancien presbytère du XVIIIe siècle a été inscrit aux monuments historiques le 2 février 1948[65].
- L'ancienne enceinte fortifiée du XIIIe siècle a été inscrit à la même date[66].

### Personnalités liées à la commune
Différents personnages publics sont nés, décédés ou ont vécu à Saint-Sulpice-de-Favières :
- Sulpice le Pieux (576-647), évêque de Bourges y fit un pèlerinage.
- René Louis de Voyer de Paulmy d'Argenson (1694-1757), secrétaire d'État aux Affaires étrangères y est mort.
- Alphonse Lavallée (1791-1873), homme d'affaires y vécut.
- Pierre Alphonse Martin Lavallée (1835-1884), botaniste, maire de la commune, fils d'Alphonse Lavallée.
- Robert Martin-Lavallée (1867-1903), maire de la commune, fils de Pierre Alphonse.
- Marcel Proust séjourna au château de Segrez

### Saint-Sulpice-de-Favières dans les arts et la culture
La série télévisée Lola et les sardines a été tournée dans la commune dans les années 1990.
La ville a été sélectionnée dans l'émission Le Village Préféré des Français 2022. Emission diffusée sur France 3, le village de Saint-Sulpice-de-Favières a été choisi pour représenter la région Ile-de-France. Sur 14 communes, le village est arrivé à la 7e place du classement.